# Улица Маршала Судца
У́лица Ма́ршала Судца́ — улица на северо-западе Москвы в Хорошёвском районе Северного административного округа между улицей Гризодубовой и проектируемым проездом № 6161.

## Происхождение названия
Личностью, чьё имя присвоено улице, стал Герой Советского Союза, маршал авиации Владимир Александрович Суде́ц (1904—1981).
Постановлением Правительства Москвы от 3 февраля 2015 года проектируемым проездам № 6158 и № 6159 было присвоено название «улица Маршала Судеца́», однако 24 мая 2016 года в его текст была внесена поправка, заменившая слово «Судеца» на «Судца». В упоминаниях улицы различными источниками встречаются оба варианта.
Различные учебные и справочные пособия отмечают вариативность склонения подобных фамилий. Некоторые из них приводят для фамилии «Судец» два варианта склонения, однако указывают на предпочтительность использования склонения без выпадения гласного, а «Словарь собственных имён русского языка» Ф. Л. Агеенко приводит вариант родительного падежа «Судеца» как нормативный.

## Описание
Улица Маршала Судца начинается от улицы Гризодубовой, проходит на юго-восток, затем поворачивает на северо-восток, выходит на Проектируемый проезд № 6161.

## Движение транспорта
На улице введено двустороннее движение.